# Los Pozuelos de Calatrava
Los Pozuelos de Calatrava es un municipio y localidad española de la provincia de Ciudad Real, en la comunidad autónoma de Castilla-La Mancha. El término municipal tiene una población de 345 habitantes (INE 2024).

## Geografía
El municipio está atravesado por el río Guadiana, que discurre en dirección este-oeste.

## Historia
A mediados del siglo XIX, el lugar contaba con una población censada de 170 habitantes. La localidad aparece descrita en el decimotercer volumen del Diccionario geográfico-estadístico-histórico de España y sus posesiones de Ultramar de Pascual Madoz de la siguiente manera:

POZUELOS (los): l. con ayunt. en la prov. de Ciudad-Real (4 leg.), part. jud. de Almodobar del Campo (3), aud. terr. de Albacete (35) dióc. de Toledo (22), c. g. de Castilla la Nueva (Madrid 32). sit. en un cerro cercado de sierras, es de clima destemplado, reinan los vientos E. y S. y se padecen tercianas: tiene 38 casas de tierra, una escuela dotada con 500 rs. de los fondos públicos, á la que asisten 6 niños, y una igl. (la Visitacion de Ntra. Sra.), aneja á la parr. de Alcolea de Calatrava, y servida por un teniente de fija residencia. Se surte de aguas potables, en 5 fuentes en las inmediaciones, las 4 de agua dulce y una agria. Confina el térm. por N. con la encomienda de Calabazas; E. la de igual clase de Herrera; S. y O. térm. del Corral de Calatrava á dist. de 1/4 á 1/2 leg, y comprende un cast. destruido por un incendio casual, en la encomienda de las Calabazas, y mucho monte pardo ó inútil: le baña el r. Guadiana de E. á O. El terreno es inferior. Los caminos vecinales y malos. El correo se recibe en Ciudad-Real, por balijeró dos veces á la semana. prod.: granos con escasez; se mantiene ganado vacuno y cabrio, y se cria caza de todas clases. ind.: y comercio: una ferreria en el r. Guadiana, recien establecida. pobl.: 34 vec., 170 almas. cap. imp.: 16,200 rs. contr.: por todos conceptos con inclusion de culto y clero 14,204 rs., 4 mrs. presupuesto municipal 3,309, del que se pagan 400 al secretario por su dotacion y se cubre con arbitrios.
(Madoz, 1849, p. 197)

## Demografía
Los Pozuelos de Calatrava cuenta con una población de 345 habitantes (INE 2024).
| Gráfica de evolución demográfica de Los Pozuelos de Calatrava entre 1842 y 2021 |
| |
| Población de derecho según los censos de población del INE Población de hecho según los censos de población del INEEn estos censos se denominaba Pozuelos: 1842, 1857 y 1860 En estos censos se denominaba Pozuelos de Calatrava: 1877, 1887, 1897, 1900, 1910, 1920, 1930, 1940, 1950 y 1960 |

| 615           | 597 | 550 | 485 | 431 | 430 |
| (Fuente: INE) |     |     |     |     |     |

## Festejos
En la localidad se celebran los siguientes festejos:
• Fiesta de la Cruz (Se celebra la tradicional Cruz de Mayo, que se coloca en la plaza de la iglesia, actúan grupos de jotas, se sirven las tradicionales tortas con chocolate, se cantan los Mayos a la Virgen María en vísperas del mes de mayo, y se celebra el tradicional desfile de moda flamenca. Se suele celebrar el último fin de semana de abril.)  
• Romería de San Isidro Labrador (Por la mañana se lleva a la imagen del santo a los campos del pueblo y se celebra una verbena para todos los pozueleños, acompañados de música y baile, y al caer la noche se vuelve a recibir al santo en la iglesia con pirotecnia. Se suele celebrar el sábado más cercano al 15 de mayo).
• Fiestas patronales (En honor a Santa Quiteria, la patrona y protectora de la localidad. Se realiza un pasacalles, víspera a la santa, pregón, Mayos a la santa, misa solemne, salida procesional y misa a los difuntos. Las fiestas se celebran en torno a los días 21 y 22 de mayo).
• Fiestas de agosto (En honor a Santa Rosa de Lima, copatrona de la localidad. Se realiza el pregón, pasacalles, ofrenda floral, víspera a la santa, misa solemne y salida procesional. Las fiestas se celebran en torno a los días 22 y 23 de agosto).